# Gracillaria
Gracillaria là một chi bướm đêm thuộc họ Gracillariidae.

## Các loài
- Gracillaria albicapitata Issiki, 1930
- Gracillaria arsenievi (Ermolaev, 1977)
- Gracillaria chalcanthes (Meyrick, 1894)
- Gracillaria japonica Kumata, 1982
- Gracillaria loriolella Frey, 1881
- Gracillaria syringella (Fabricius, 1794)
- Gracillaria toubkalella De Prins, 1985
- Gracillaria ussuriella (Ermolaev, 1977)
- Gracillaria verina Clarke, 1971